# Steinbach (Manitoba)
Steinbach es una ciudad canadiense situada en la provincia de Manitoba.

## Superficie
Steinbach tiene una superficie de 37,56 km².

## Demografía
En 2021, tenía 17 806 habitantes, una densidad poblacional de 474,1 hab./km², y 7092 viviendas.